# Balajt
Balajt (hongrois : Balajt [ˈbɒlɒjt]) est une localité hongroise située dans le comitat de Borsod-Abaúj-Zemplén.

## Site et localisation

### Topographie et hydrographie
Le village de Balajt se trouve à proximité de la rivière Bódva, traversé par le ruisseau de Balajt qui s'y jette. Il appartient au micro-région du Cserehát occidental, un ensemble de collines isolées s'inclinant du nord vers le sud, caractérisé par un soulèvement datant du Pléistocène et une forte fragmentation horizontale.

### Géologie et géomorphologie
Le territoire de Balajt est principalement composé de collines boisées. Le substrat géologique comprend du sable, du marne, du gravier d'origine pannonienne et, pour près de la moitié, des argiles de pente d'origine pléistocène. Les sols typiques de la région sont des sols bruns forestiers à lessivage. Bien que certaines zones à topographie favorable soient adaptées à l'agriculture, les conditions naturelles du Cserehát occidental ne se prêtent pas à une agriculture intensive.

### Climat
Le climat local est de type subcontinental, modérément frais et modérément sec.

## Histoire
La première mention écrite de la localité remonte à 1263, sous le nom de Valacht, puis Balajth ou Balayt. Comme de nombreuses autres localités hongroises, elle a donné son nom à la famille qui en était propriétaire : les Balajti, qui en furent les seigneurs pendant plusieurs siècles, malgré quelques interruptions. Parmi les autres familles possédant des terres à Balajt figurent les Szuhay, les Nagy de Kiskinizs, ainsi que les Ragályi, présents aux XVIIIe et XIXe siècles. Le natif le plus célèbre du village est Tamás Ragályi, député de la noblesse du comitat de Borsod à la Diète de 1825–1827, connu pour son soutien enthousiaste aux réformes.
Pendant la domination ottomane, après la chute d'Eger, Balajt fit partie des villages sous occupation. C'est à cette époque que le protestantisme s'y répandit, avant de décliner après l'expulsion des Turcs. Toutefois, entre les deux guerres mondiales, la majorité des habitants restait encore réformée, aux côtés d'une minorité significative de catholiques romains. Au début du XXe siècle, le village comptait 569 habitants vivant essentiellement de l'agriculture. L'unique école, confessionnelle, appartenait à l'Église réformée : elle disposait d'une seule salle de classe et d'un seul enseignant. L'instruction populaire hors cadre scolaire était assurée par le pasteur et l'instituteur.
Dans les années précédant le changement de régime, Balajt était administrativement rattaché à la ville d'Edelény. Il retrouva son autonomie à l'occasion des élections municipales de 1994.
Comme de nombreuses petites communes du Cserehát occidental, Balajt est aujourd'hui confrontée à un vieillissement et un déclin de sa population. Cette évolution s'explique notamment par la proximité d'Edelény et, plus largement, par les départs vers des villes offrant de meilleures perspectives de vie et d'emploi.

## Population

### Minorités culturelles et religieuses
Lors du recensement de 2001, 95 % des habitants de Balajt se déclaraient d'origine hongroise et 5 % d'origine rom (cigane).
En 2011, 97,6 % des répondants se déclaraient hongrois et 59,3 % roms, des identités pouvant être cumulées (2,4 % n'avaient pas répondu). La répartition religieuse était la suivante : 59,1 % de catholiques romains, 25,1 % de réformés, 0,9 % de catholiques grecs, 4,8 % sans affiliation religieuse, et 9,7 % de non-réponses.
En 2022, 93 % des habitants se déclaraient hongrois, 32,7 % roms, 0,2 % roumains, 0,2 % allemands et 0,6 % d'une autre nationalité non hongroise (6,8 % n'avaient pas répondu ; le total peut dépasser 100 % en raison des doubles identifications). Sur le plan religieux, 35,7 % étaient catholiques romains, 17,1 % autres catholiques, 12,7 % réformés, 3,2 % catholiques grecs, 1,2 % d'autres confessions chrétiennes, 8,6 % sans religion, et 21,5 % n'avaient pas répondu

## Équipements

### Réseaux extra-urbains
Le village est une localité en cul-de-sac : il n'est accessible que par une route secondaire, la 26 135, qui bifurque depuis la route principale 2615 en provenance d'Edelény. En raison de cette situation isolée, Balajt reste relativement enclavé, uniquement desservi par des routes de second ordre.